# ميريديث أوكونور
ميريديث أوكونور هي الناشطة الشبابية المشهورة في NGOCSD-NY في الأمم المتحدة وقد تم اعتبارها رمزًا في مكافحة التنمر من قبل مدينة لوس أنجلوس والأمم المتحدة، و أغانيها معروفة من قبل الملايين في جميع أنحاء العالم وتعرض موسيقاها على تين نيك وراديو ديزني. يُعزى نشاطها لمكافحة التنمر والصحة العقلية إلى إنقاذ وتغيير حياة معجبيها. لقد كانت رائدة في قضية  التنمر وتعزيز الصحة العقلية ، حيث تحدثت مؤخرًا إلى جانب تشارلز شواب ودوريس كيرنز جودوين وسلمان خان في أكاديمية خان.
كما تم تقديرها لعملها من قبل كونغرس الولايات المتحدة ومدينة لوس أنجلوس و تشرف ميريديث أوكونور بالعمل في المجلس الاستشاري لمنظمة الأمم المتحدة غير الحكومية للتنمية المستدامة في نيويورك.